# Леман, Лилли
Лилли Леман (нем. Lilli Lehmann), настоящее имя Элизабет Мария Леман (нем. Elisabeth Maria Lehmann), в замужестве Леман-Калиш (нем. Lehmann-Kalisch) (24 ноября 1848, Вюрцбург — 17 мая 1929, Берлин) — немецкая оперная певица, колоратурное сопрано, позднее драматическое сопрано. Леман обладала исключительно универсальным дарованием, считалась непревзойдённой исполнительницей вагнеровского репертуара своего времени.

## Биография
Элизабет Мария Леман родилась в музыкальной семье. Её мать, Мария Терезия Лёв (1809—1885), сопрано, была примадонной оперной труппы под управлением Луи Шпора в Касселе. Отец, Карл-Август Леман, хельдентенор, тоже пел в опере. Первые уроки вокала Леман брала у матери. Получила начальный сценический опыт во второстепенных ролях, в частности, в «Волшебной флейте» Моцарта в 1866 во Временном театре в Праге, продолжила обучение в Лейпциге у Г. Лаубе. Настоящий дебют Леман состоялся в 1870 году в Берлине в опере Мейербера «Лагерь в Силезии». Дальнейшая карьера Лилли Леман в берлинском Придворном театре была настолько успешной, что в 1876 ей было присвоено пожизненное звание придворной  певицы (Hofkammersänger).
На первом Байройтском фестивале в 1876 году Леман исполнила роли Воглинды и Хельмвиги в оперном цикле Вагнера «Кольцо нибелунга». Дебютировала в Лондоне в 1884 году, в Нью-Йоркской Метрополитен-опере пела в 1885-90 годах. Партнёрами Леман по сцене Метрополитен-опера были Фишер, Альвари, Брандт, Зайдль. Лилли Леман пела в Метрополитен-опере Аиду, Кармен, внесла серьёзный вклад в популяризацию музыка Вагнера в Америке. В 1892 году вернулась в Берлин.
Леман выступала на сцене Ковент-Гарден в 1899, в Париже в 1903, в Вене в 1909. В 1905 году выступила на Зальцбургском фестивале и позднее стала его художественным руководителем. Леман была известной исполнительницей в жанре Lied, давала концерты классической музыки вплоть до ухода со сцены в 1920-х годах.
Благодаря насыщенному голосу большого объема и редкой красоты, Лилли Леман была не только величайшим исполнителем вагнеровского репертуара своего времени. Она великолепно пела и «Норму» Беллини, и оперы Моцарта. Леман была непревзойдённой Брунгильдой, Ортрудой и Изольдой, но при этом пела партии широчайшего жанрового диапазона. На протяжении карьеры она спела 170 разных партий из 119 опер, в том числе немецких, итальянских и французских. Отмечали, что она была не только исключительной певицей, но и прекрасной трагической актрисой.

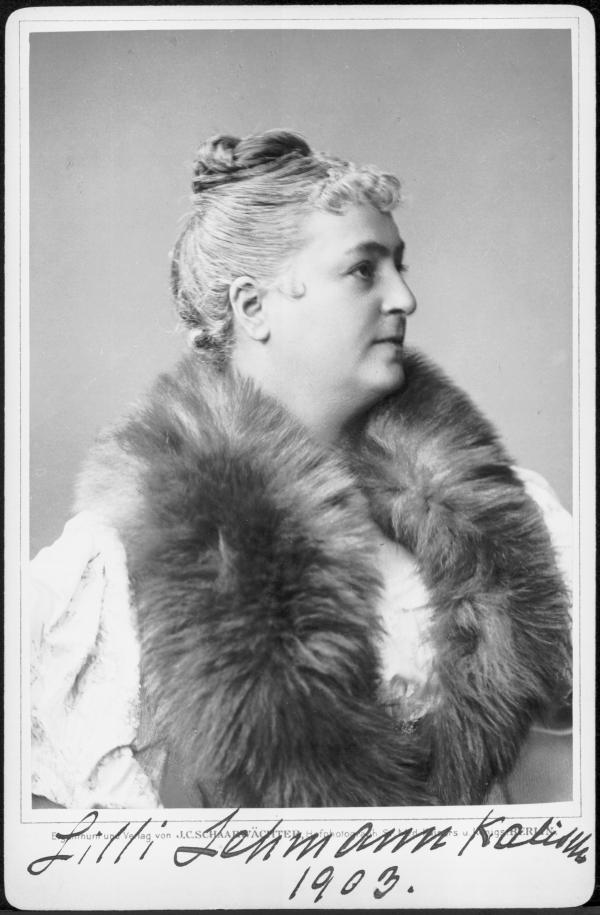
Портрет с автографом. 1903

Лилли Леман вошла в историю и как педагог. Среди её учеников знаменитые сопрано Джеральдина Фаррар, Виорика Урсуляк, Олив Фремстад, меццо-сопрано Марион Тельва. Леман основала Международную летнюю академию в Моцартеуме в Зальцбурге (1916). Учебная программа академии начиналась с уроков вокала, но позднее была дополнена широким перечнем музыкальных дисциплин.
Лилли Леман вышла замуж в 1888 году за певца Пауля Калиша. Её сестра, Мария Леман (1851—1931) была известной певицей, пела в Венской придворной опере.
В честь Лилли Леман Моцартеум утвердил «Медаль Лилли Леман».